# William Congreve (scrittore)
William Congreve (Bardsey, 24 gennaio 1670 – Londra, 19 gennaio 1729) è stato un drammaturgo inglese, unanimemente considerato come il maggior autore della commedia della Restaurazione.

## Biografia
Congreve nacque nello Yorkshire, da William Congreve e Mary Browning. La sua educazione si sviluppò fra l'Inghilterra e l'Irlanda dove il padre si arruolò nell'esercito e si trasferì con la famiglia. Si dedicò inizialmente agli studi giuridici ma ben presto prevalse in lui l'entusiasmo per il mondo letterario grazie anche a frequentazioni illustri come quella con John Dryden.
L'esordio letterario risale al 1691 col romanzo Incognita. In ambito teatrale l'esordio invece avviene al Theatre Royal Drury Lane nel marzo 1693 con la trionfale rappresentazione della commedia The Old Bachelor. La seconda commedia, The Double Dealer, si rivelò un insuccesso di pubblico, ma non di critica, perché anche in questo caso i pareri, con Dryden in testa, furono positivi. Congreve comunque mal sopportò le critiche e rispose con un deciso attacco nella prima edizione della commedia stessa. Il ritorno al successo fu segnato dalla rappresentazione di Love for Love nel 1695. Due anni dopo fu rappresentata The Mourning Bride (La Sposa in Lutto), l'unica ed acclamata tragedia, da cui è tratto il celebre detto ""Heaven has no rage like love to hatred turned, Nor hell a fury like a woman scorned" ("Il cielo non ha collere paragonabili all'amore trasformato in odio, né l'inferno ha furie paragonabili a una donna disprezzata"). Il 1698 è l'anno dell'attacco contro il teatro da parte di Jeremy Collier e Congreve fu il più attivo fra i drammaturghi nel cercare di respingerne le accuse.
Nel 1699 inizia la stesura di The Way of the World, la cui prima rappresentazione ha luogo il 12 marzo dell'anno successivo. Fu l'ultima commedia di William Congreve, rappresentata a soli sette anni da The Old Bachelor.
Il distacco dal mondo teatrale non fu però totale ed i legami, seppure non saldi come in precedenza, si mantennero almeno inizialmente in forme diverse. L'ultima parte della vita di Congreve fu sempre più segnata dai problemi di salute fino alla morte che avvenne il 19 gennaio 1729.

## Opere
- The Old Bachelor, 1693
- The Double Dealer, 1693
- Love for Love, 1695
- The Mourning Bride, 1697
- The Way of the World, 1700